# Södrasidan
Södrasidan, av musikgruppen skrivet SödraSidan, är en svensk hiphopduo bestående av barndomsvännerna Christopher "Chrippa" Wahlberg och Daniel "Jutte" Jutterström från Enskededalen i södra Stockholm. Gruppen gick tidigare under namnet Dalenbarn och grundades tidigt 2009, men bytte namn till Södrasidan år 2010. Deras debutalbum För Evigt Unga släpptes år 2014.

## Karriär

### Dalenbarn (2009–2010)
Christopher Wahlberg och Daniel Jutterström satsa på musiken tillsammans 2009, även om de hade rappat med varandra för skojs skull sedan 15-årsåldern. Duons namn skulle komma att bli Dalenbarn och de producerade vad som skulle kunna definieras som "förortsrap". De släppte en egenutgiven EP under namnet Stället där vi bor, som också var namnet på den populäraste låten från EP:n och Dalenbarn-eran, och en låt som betytt mycket för både Wahlberg och Jutterström men också enligt läsarna av tidningen Mitt I är en av låtarna som "Sätter Söderort på kartan".

### Södrasidan (2010–)
Första släppet under det nya namnet kom den 22 december 2010, med just låttiteln Södra Sidan. Sångaren Danjah medverkade på låten som de producerat tillsammans med producenten Proclaimer och med musikvideo av Dalenbarn Produktion. Den 14 augusti 2011 släpptes en remix av låten som hyllning till originalet. Gästande artister var Sebastian Stakset, Alpis, Moms, Näääk och Fille. Musikvideon till remixen filmades av Emilio Di Stefano och spelades in i Enskededalen, Älvsjö, Flemingsberg, Rågsved, Skogskyrkogården, Skärholmen, Bredäng, Vårberg, Högdalen, Sätra, Fruängen, Västertorp, Liljeholmen och i Axelsberg. Låten och videon har i december 2020 spelats nästan tre miljoner gånger på Youtube.
Nästa släpp kom kort därpå den 30 augusti 2011, vilket var Södrasidans andra singel: Min Hemstad. Singeln släpptes tillsammans med rapparen Alpis och producerades ihop med producenten Proclaimer.

## Diskografi

### Studioalbum
- 2009 – Stället där vi bor (som Dalenbarn)
- 2014 – För Evigt Unga[2]

### Singlar
- 2009 – Betongen (Som Dalenbarn)
- 2009 – Pass På Dom (feat. P) (Som Dalenbarn)
- 2009 – Stället Där Vi Bor (Som Dalenbarn)
- 2009 – Om Idag (Som Dalenbarn)
- 2009 – Jagar Det (Som Dalenbarn)
- 2010 – Spår från uppväxten (med Victoria Limenza och Don Paco) (Som Dalenbarn)
- 2010 – Svarta Nätter (med Danjah) (Som Dalenbarn)
- 2010 – Södra Sidan
- 2011 – Södra Sidan Remix (med Sebastian Stakset, Moms, Alpis, Näääk & Fille)
- 2011 – Min hemstad (med Alpis)
- 2012 – Alla
- 2012 – Fånga dagen
- 2013 – Vårt sätt
- 2013 – Äntligen solsken (med Kaliffa)
- 2013 – Vi flyger (med Örnsberg)
- 2014 – Står tillsammans
- 2014 – Våran kväll (med Olle Grafström)
- 2015 – Helt ärligt (med Alpis)
- 2015 – Till slut (med Sam-E)
- 2016 – Landat
- 2016 – Vi fakkar upp vår värld
- 2017 – Allt e precis som det ska va
- 2017 – Staden i natten (med Simon Erics och Simmewox)
- 2017 – Blinka lilla stjärna
- 2018 – Rakt ut (med Nimo och Alpis)
- 2018 – Blåljus och Page